# Николаенко, Валентина Петровна
Валентина Петровна Николаенко (в девичестве — Лысенко; род. 25 октября 1945, Серпухов) — советская, российская актриса, педагог. Наиболее известную роль сыграла в фильме «Свадьба в Малиновке». Заслуженный деятель искусств Российской Федерации (2019).

## Биография
Валентина Лысенко родилась и выросла в городе Серпухове Московской области. После школы работала секретарём в суде, окончила юридический факультет Московского университета. Занималась в студии оперетты, поступила в театральный институт в Ленинграде. На втором курсе снялась в эпизоде фильма «Не забудь… станция Луговая». За нарушение запрета студентам принимать участие в съёмках была отчислена. Приглашёна на одну из главных ролей фильма «Свадьба в Малиновке». После завершения этой работы вернулась в Москву, где была принята на второй курс Высшего театрального училища имени Б. В. Щукина (курс Юрия Катина-Ярцева), по окончании его в 1971 году стала актрисой театра на Таганке. Из-за отсутствия больших ролей ушла из театра, работала на киностудии «Мосфильм».

## Педагогическая деятельность

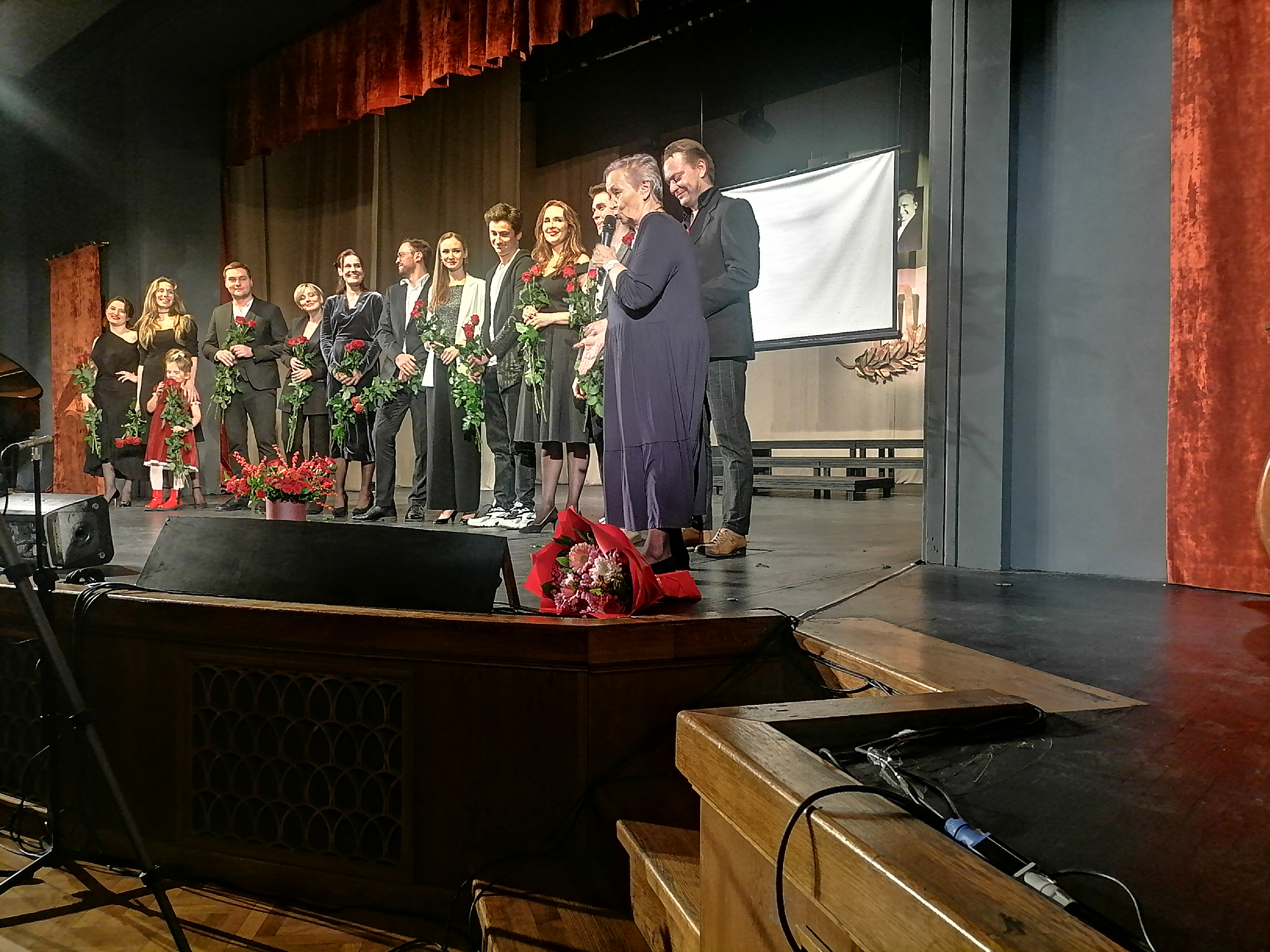
Валентина_Николаенко_и_её_студенты. Щукинское училище, 2022

С 1986 года преподаёт в ВТУ имени Б. В. Щукина. С 2001 года — профессор кафедры мастерства актёра. Как художественный руководитель выпустила несколько актёрских курсов (в том числе 2012, 2017, 2022).

## Личная жизнь
- Первый муж — учёный-физик.
- Второй муж — актёр Алексей Граббе.
- Дочь Дарья.
- Третий муж — актёр, кинорежиссёр, сценарист Георгий Николаенко[2].

## Фильмография

### Актёрские работы
- 1966 — Не забудь… станция Луговая — Валя, соседка Рябова по купе
- 1967 — Поворот — Валя, русская девушка (озвучивала Галина Чигинская)
- 1967 — Свадьба в Малиновке — Яринка
- 1969 — Ну и молодёжь! — медсестра
- 1970 — Витька (короткометражный)
- 1972 — Бой с тенью — Лариса
- 1984 — Шутки в сторону
- 1986 — Досье человека в «Мерседесе» — Сандра
- 1988 — Спасённому — рай
- 2002 — Кодекс чести-1 — Голубева
- 2004 — Кодекс чести-2 — Голубева
- 2006 — Кодекс чести-3 — Голубева
- 2007 — Закон и порядок: Преступный умысел−2 — Резалина
- 2010 — Кодекс чести-4 — Голубева
- 2011 — Кодекс чести-5 — Голубева

### Участие в фильмах
- 2008 — Неизвестная версия (Свадьба в Малиновке)  (документальный)

### Режиссёрские работы
- 2006 — Утёсов. Песня длиною в жизнь

### Сценарист
- 2006 — Закон и порядок: Преступный умысел−1

## Признание и награды
- Медаль ордена «За заслуги перед Отечеством» II степени (12 октября 2010 года) — За заслуги в развитии отечественной культуры и искусства, многолетнюю плодотворную деятельность[5].
- Заслуженный деятель искусств Российской Федерации (6 декабря 2019 года) — за большой вклад в развитие отечественной культуры и искусства, многолетнюю плодотворную деятельность[6].

## Дополнительная информация
Валентина Николаенко о причинах востребованности на телевидении боевиков:

Мужчины сегодня сидят в четырёх стенах, не гоняются за мамонтами, не побеждают врага, даже дрова не рубят. А по своей природе охотника и воина мужчина хочет побеждать. В кино всегда происходит психологическое отождествление с героем. И вот в боевиках мужчины восполняют эту нехватку адреналина, они снова ощущают себя победителями.— газета «Час»